# Jean-Luc Pouthier
Pour les articles homonymes, voir Pouthier.
Jean-Luc Pouthier, né le 15 septembre 1953 à Besançon et mort le 13 juin 2023 à Paris, est un historien français spécialiste du fait religieux.

## Biographie

### Enfance et formation
Jean-Luc Pouthier naît le 15 septembre 1953 à Besançon.
Il est diplômé de l'Institut d'études politiques de Paris (SP 1976), ainsi que de l'Inalco (arabe) et du CFJ.
Il soutient en 1981 une thèse de doctorat sur les catholiques français et le fascisme italien, rédigée sous la direction de Jean-Marie Mayeur,.

### Parcours professionnel
Entre 1978 et 1981, Jean-Luc Pouthier est membre de l’École française de Rome.
Après une carrière de journaliste à l'AFP et à Libération (où il est responsable des pages Rebonds), il devient rédacteur en chef puis directeur du Monde de la Bible (2000-2008), avant d'être nommé conseiller culturel de l'ambassade de France près le Saint-Siège (2008-2010).
De retour en France, il retourne à Sciences Po Paris. Il est nommé doyen du Collège universitaire en 2013, et occupe cette fonction jusqu'en 2015.
En 2011, il co-fonde avec Sophie Gherardi le Centre d'étude du fait religieux contemporain (Cefreco).
Il a par ailleurs longtemps enseigné à l'Institut catholique de Paris, ainsi qu'au Centre Sèvres, dont il a dirigé le département d’Éthique publique de 2017 à 2022.

### Parcours politique
Jean-Luc Pouthier est, à partir de 2020, conseiller municipal de La Roque-sur-Cèze,.

### Autres fonctions
Jean-Luc Pouthier co-dirige la collection La Couleur des Idées, aux éditions du Seuil, pour laquelle il traduit plusieurs essais de Norberto Bobbio.
Il est membre fondateur de Mil neuf cent : Revue d'histoire intellectuelle. Il est aussi conseiller de rédaction à la revue Études.

### Mort
Jean-Luc Pouthier meurt le 12 juin 2023, emporté par un cancer foudroyant,.

## Publications

### Auteur
- Au nom de la loi : la religion, le pouvoir et la loi, Palette, 2004, 79 p. (ISBN 2-9521438-9-7).
- Dieu est un homme politique : pour une présence chrétienne en démocratie, Bayard, 2007, 93 p. (ISBN 978-2-227-47682-0).
- Trois religions à Jérusalem, Bayard, 2008, 74 p. (ISSN 0154-9049).
- Catholiques en politique. Histoire d'un malentendu, Salvator, 2024, 280 p. (ISBN 9782706727016).

### Traducteur
- Leonardo Benevolo (préf. Jacques Le Goff), La ville dans l'histoire européenne, Éditions du Seuil, 1993, 284 p. (ISBN 2-02-012589-7)
- Norberto Bobbio, Droite et gauche : essai sur une distinction politique, Éditions du Seuil, 1996, 153 p. (ISBN 2-02-023324-X)
- Norberto Bobbio, Le futur de la démocratie, Éditions du Seuil, 2007, 300 p. (ISBN 978-2-02-030937-0)